# Paris Saint-Germain in het seizoen 2022/23
In het seizoen 2022/2023 komt Paris Saint-Germain uit in de Franse Ligue 1. In dit seizoen zal Paris Saint-Germain ook weer uitkomen in de Coupe de France. Paris Saint-Germain zal ook deelnemen aan de UEFA Champions League. Door het winnen van de Ligue 1 afgelopen seizoen, zal Paris Saint-Germain ook deelnemen aan de Trophée des Champions.

## Selectie 2022/2023

### Spelers
| Nr.           | Nat.                | Naam                   | Contract tot | Ligue 1    | Ligue 1    | Ligue 1    | Coupe de France | Coupe de France | Coupe de France | UEFA Champions League | UEFA Champions League | UEFA Champions League | Totaal     | Totaal     | Totaal     |            |            |            |
| Nr.           | Nat.                | Naam                   | Contract tot | W          |            | Assist     | W               |                 | Assist          | W                     |                       | Assist                | W          |            | Assist     |            |            |            |
| Doelmannen    | Doelmannen          | Doelmannen             | Doelmannen   | Doelmannen | Doelmannen | Doelmannen | Doelmannen      | Doelmannen      | Doelmannen      | Doelmannen            | Doelmannen            | Doelmannen            | Doelmannen | Doelmannen | Doelmannen | Doelmannen | Doelmannen | Doelmannen |
| ------------- | ------------------- | ---------------------- | ------------ | ---------- | ---------- | ---------- | --------------- | --------------- | --------------- | --------------------- | --------------------- | --------------------- | ---------- | ---------- | ---------- | ---------- | ---------- | ---------- |
| 16            | Vlag van Spanje     | Sergio Rico            | 2024         | 0          | 0          | 0          | 0               | 0               | 0               | 0                     | 0                     | 0                     | 0          | 0          | 0          |            |            |            |
| 90            | Vlag van Frankrijk  | Alexandre Letellier    | 2024         | 1          | 0          | 0          | 0               | 0               | 0               | 0                     | 0                     | 0                     | 1          | 0          | 0          |            |            |            |
| 99            | Vlag van Italië     | Gianluigi Donnarumma   | 2026         | 38         | 0          | 0          | 1               | 0               | 0               | 8                     | 0                     | 0                     | 47         | 0          | 0          |            |            |            |
| Verdedigers   |                     |                        |              |            |            |            |                 |                 |                 |                       |                       |                       |            |            |            |            |            |            |
| 2             | Vlag van Marokko    | Achraf Hakimi          | 2026         | 28         | 5          | 3          | 2               | 0               | 0               | 8                     | 0                     | 2                     | 38         | 5          | 5          |            |            |            |
| 3             | Vlag van Frankrijk  | Presnel Kimpembe       | 2024         | 11         | 0          | 0          | 0               | 0               | 0               | 3                     | 0                     | 0                     | 14         | 0          | 0          |            |            |            |
| 4             | Vlag van Spanje     | Sergio Ramos           | 2023         | 33         | 2          | 1          | 3               | 1               | 0               | 8                     | 0                     | 0                     | 44         | 3          | 1          |            |            |            |
| 5             | Vlag van Brazilië   | Marquinhos             | 2024         | 33         | 2          | 0          | 2               | 0               | 0               | 8                     | 0                     | 0                     | 43         | 2          | 0          |            |            |            |
| 14            | Vlag van Spanje     | Juan Bernat            | 2025         | 27         | 1          | 4          | 2               | 1               | 0               | 5                     | 0                     | 0                     | 34         | 2          | 4          |            |            |            |
| 25            | Vlag van Portugal   | Nuno Mendes            | 2026         | 23         | 1          | 6          | 2               | 0               | 1               | 6                     | 1                     | 0                     | 31         | 2          | 7          |            |            |            |
| 26            | Vlag van Frankrijk  | Nordi Mukiele          | 2027         | 19         | 0          | 3          | 1               | 0               | 0               | 4                     | 0                     | 0                     | 24         | 0          | 3          |            |            |            |
| 29            | Vlag van Frankrijk  | Timothée Pembélé       | 2024         | 5          | 0          | 1          | 1               | 0               | 0               | 0                     | 0                     | 0                     | 6          | 0          | 1          |            |            |            |
| 31            | Vlag van Frankrijk  | El Chadaille Bitshiabu | 2024         | 13         | 0          | 0          | 2               | 0               | 0               | 1                     | 0                     | 0                     | 16         | 0          | 0          |            |            |            |
| Middenvelders |                     |                        |              |            |            |            |                 |                 |                 |                       |                       |                       |            |            |            |            |            |            |
| 6             | Vlag van Italië     | Marco Verratti         | 2026         | 29         | 0          | 0          | 1               | 0               | 0               | 7                     | 0                     | 1                     | 37         | 0          | 1          |            |            |            |
| 8             | Vlag van Spanje     | Fabián Ruiz            | 2027         | 27         | 3          | 2          | 3               | 0               | 1               | 7                     | 0                     | 0                     | 37         | 3          | 3          |            |            |            |
| 15            | Vlag van Portugal   | Danilo                 | 2025         | 33         | 2          | 0          | 3               | 0               | 1               | 7                     | 0                     | 0                     | 43         | 2          | 1          |            |            |            |
| 17            | Vlag van Portugal   | Vitinha                | 2027         | 36         | 2          | 3          | 3               | 0               | 1               | 8                     | 0                     | 0                     | 47         | 2          | 4          |            |            |            |
| 18            | Vlag van Portugal   | Renato Sanches         | 2027         | 23         | 2          | 0          | 1               | 0               | 0               | 3                     | 0                     | 0                     | 27         | 2          | 0          |            |            |            |
| 28            | Vlag van Spanje     | Carlos Soler           | 2027         | 26         | 3          | 2          | 3               | 2               | 1               | 6                     | 1                     | 0                     | 35         | 6          | 3          |            |            |            |
| 33            | Vlag van Frankrijk  | Warren Zaïre-Emery     | 2025         | 26         | 2          | 0          | 2               | 0               | 0               | 3                     | 0                     | 0                     | 31         | 2          | 0          |            |            |            |
| 35            | Vlag van Spanje     | Ismaël Gharbi          | 2025         | 6          | 0          | 0          | 2               | 0               | 1               | 0                     | 0                     | 0                     | 8          | 0          | 1          |            |            |            |
| Aanvallers    |                     |                        |              |            |            |            |                 |                 |                 |                       |                       |                       |            |            |            |            |            |            |
| 7             | Vlag van Frankrijk  | Kylian Mbappé          | 2025         | 34         | 29         | 6          | 1               | 5               | 1               | 8                     | 7                     | 3                     | 43         | 41         | 10         |            |            |            |
| 10            | Vlag van Brazilië   | Neymar                 | 2025         | 20         | 13         | 11         | 2               | 1               | 3               | 6                     | 2                     | 3                     | 28         | 16         | 17         |            |            |            |
| 30            | Vlag van Argentinië | Lionel Messi           | 2023         | 32         | 16         | 16         | 1               | 0               | 0               | 7                     | 4                     | 4                     | 40         | 20         | 20         |            |            |            |
| 37            | Vlag van Frankrijk  | Ilyes Housni           | 2026         | 1          | 0          | 0          | 1               | 0               | 0               | 0                     | 0                     | 0                     | 2          | 0          | 0          |            |            |            |
| 44            | Vlag van Frankrijk  | Hugo Ekitike           | 2023 (huur)  | 25         | 3          | 4          | 3               | 1               | 0               | 4                     | 0                     | 0                     | 32         | 4          | 4          |            |            |            |

Laatst bijgewerkt op 3 juni 2023

## Transfers

### Zomer

#### Aangetrokken 2022/23
| Nat. | Naam              | Van                     | Bijzonderheden |
| ---- | ----------------- | ----------------------- | -------------- |
| POR  | Vitinha           | FC Porto                | € 41.500.000   |
| POR  | Nuno Mendes       | Sporting CP             | € 38.000.000   |
| ESP  | Fabián Ruiz       | Napoli                  | € 23.000.000   |
| ESP  | Carlos Soler      | Valencia                | € 18.000.000   |
| POR  | Renato Sanches    | Lille                   | € 15.000.000   |
| FRA  | Nordi Mukiele     | RB Leipzig              | € 12.000.000   |
| MTN  | Djeidi Gassama    | Paris Saint-Germain O19 |                |
| FRA  | Moutanabi Bodiang | Paris Saint-Germain O19 |                |
| FRA  | Hugo Ekitike      | Stade de Reims          | Gehuurd        |
| ESP  | Pablo Sarabia     | Sporting CP             | Was verhuurd   |
| FRA  | Arnaud Kalimuendo | RC Lens                 | Was verhuurd   |
| BRA  | Rafinha           | Real Sociedad           | Was verhuurd   |
| FRA  | Alphonse Areola   | West Ham United         | Was verhuurd   |
| FRA  | Timothée Pembélé  | Bordeaux                | Was verhuurd   |
| ESP  | Sergio Rico       | RCD Mallorca            | Was verhuurd   |
| POL  | Marcin Bułka      | Nice                    | Was verhuurd   |
| FRA  | Thierno Baldé     | Le Havre                | Was verhuurd   |
| FRA  | Teddy Alloh       | KAS Eupen               | Was verhuurd   |
| FRA  | Kenny Nagera      | US Avranches            | Was verhuurd   |

#### Vertrokken 2022/23
| Nat. | Naam                    | Naar                | Bijzonderheden         |
| ---- | ----------------------- | ------------------- | ---------------------- |
| FRA  | Arnaud Kalimuendo       | Stade Rennais       | € 20.000.000           |
| GER  | Thilo Kehrer            | West Ham United     | € 12.000.000           |
| FRA  | Alphonse Areola         | West Ham United     | € 9.300.000            |
| SEN  | Idrissa Gueye           | Everton             | € 4.000.000            |
| FRA  | Thierno Baldé           | Troyes              | € 3.000.000            |
| POL  | Marcin Bułka            | Nice                | € 2.000.000            |
| ARG  | Ángel Di María          | Juventus            | Transfervrij           |
| BRA  | Rafael Alcântara        | Al-Arabi            | Transfervrij           |
| NED  | Xavi Simons             | PSV                 | Transfervrij           |
| FRA  | Teddy Alloh             | KAS Eupen           | Transfervrij           |
| HAI  | Garissone Innocent      | KAS Eupen           | Transfervrij           |
| FRA  | Nathan Bitumazala       | KAS Eupen           |                        |
| ITA  | Denis Franchi           | Burnley             |                        |
| FRA  | Tidjany Touré           | Feyenoord O21       |                        |
| GER  | Julian Draxler          | Benfica             | Verhuurd (€ 2.500.000) |
| SEN  | Abdou Diallo            | RB Leipzig          | Verhuurd (€ 1.500.000) |
| ARG  | Mauro Icardi            | Galatasaray         | Verhuurd               |
| NED  | Georginio Wijnaldum     | AS Roma             | Verhuurd               |
| ARG  | Leandro Paredes         | Juventus            | Verhuurd               |
| ESP  | Ander Herrera           | Athletic Bilbao     | Verhuurd               |
| FRA  | Colin Dagba             | RC Strasbourg       | Verhuurd               |
| FRA  | Layvin Kurzawa          | Fulham              | Verhuurd               |
| FRA  | Éric Junior Dina Ebimbe | Eintracht Frankfurt | Verhuurd               |
| FRA  | Edouard Michut          | Sunderland          | Verhuurd               |
| FRA  | Kenny Nagera            | Lorient B           | Verhuurd               |
| FRA  | Colin Dagba             | RC Strasbourg       | Verhuurd               |
| MTN  | Djeidi Gassama          | KAS Eupen           | Verhuurd               |
| COM  | Anfane Ahamada          | FC Martigues        | Verhuurd               |
| FRA  | Moutanabi Bodiang       | Le Puy Foot         | Verhuurd               |
| POR  | Nuno Mendes             | Sporting CP         | Was gehuurd            |

### Winter

#### Aangetrokken 2022/23
| Nat. | Naam          | Van             | Bijzonderheden |
| ---- | ------------- | --------------- | -------------- |
| ESP  | Ander Herrera | Athletic Bilbao | Was verhuurd   |

#### Vertrokken 2022/23
| Nat. | Naam          | Naar                    | Bijzonderheden |
| ---- | ------------- | ----------------------- | -------------- |
| ESP  | Pablo Sarabia | Wolverhampton Wanderers | € 5.000.000    |
| ESP  | Ander Herrera | Athletic Bilbao         | Transfervrij   |
| CRC  | Keylor Navas  | Nottingham Forest       | Verhuurd       |
| FRA  | Ayman Kari    | FC Lorient              | Verhuurd       |

## Wedstrijden

### Oefenwedstrijden
| Datum      | Wedstrijd                                         | Uitslag |
| ---------- | ------------------------------------------------- | ------- |
| 15-07-2022 | Paris Saint-Germain – US Quevilly-Rouen Métropole | 2 – 0   |
| 20-07-2022 | Kawasaki Frontale – Paris Saint-Germain           | 1 – 2   |
| 23-07-2022 | Urawa Red Diamonds – Paris Saint-Germain          | 0 – 3   |
| 25-07-2022 | Gamba Osaka – Paris Saint-Germain                 | 2 – 6   |
| 16-12-2022 | Paris Saint-Germain – Paris FC                    | 2 – 1   |
| 21-12-2022 | Paris Saint-Germain – US Quevilly-Rouen Métropole | 3 – 1   |
| 19-01-2023 | Al-Hilal & Al-Nassr Starrs – Paris Saint-Germain  | 4 – 5   |

### Ligue 1
| №  | Datum      | Wedstrijd                            | Uitslag |
| -- | ---------- | ------------------------------------ | ------- |
| 1  | 06-08-2022 | Clermont Foot – Paris Saint-Germain  | 0 – 5   |
| 2  | 13-08-2022 | Paris Saint-Germain – Montpellier    | 5 – 2   |
| 3  | 21-08-2022 | Lille – Paris Saint-Germain          | 1 – 7   |
| 4  | 28-08-2022 | Paris Saint-Germain – AS Monaco      | 1 – 1   |
| 5  | 31-08-2022 | Toulouse – Paris Saint-Germain       | 0 – 3   |
| 6  | 03-09-2022 | Nantes – Paris Saint-Germain         | 0 – 3   |
| 7  | 10-09-2022 | Paris Saint-Germain – Stade Brest    | 1 – 0   |
| 8  | 18-09-2022 | Olympique Lyon – Paris Saint-Germain | 0 – 1   |
| 9  | 01-10-2022 | Paris Saint-Germain – Nice           | 2 – 1   |
| 10 | 08-10-2022 | Stade de Reims – Paris Saint-Germain | 0 – 0   |
| 11 | 16-10-2022 | Paris Saint-Germain – Marseille      | 1 – 0   |
| 12 | 21-10-2022 | AC Ajaccio – Paris Saint-Germain     | 0 – 3   |
| 13 | 29-10-2022 | Paris Saint-Germain – Troyes         | 4 – 3   |
| 14 | 06-11-2022 | FC Lorient – Paris Saint-Germain     | 1 – 2   |
| 15 | 13-11-2022 | Paris Saint-Germain – AJ Auxerre     | 5 – 0   |
| 16 | 28-12-2022 | Paris Saint-Germain – RC Strasbourg  | 2 – 1   |
| 17 | 01-01-2023 | Lens – Paris Saint-Germain           | 3 – 1   |
| 18 | 11-01-2023 | Paris Saint-Germain – Angers         | 2 – 0   |
| 19 | 15-01-2023 | Stade Rennes – Paris Saint-Germain   | 1 – 0   |
| 20 | 29-01-2023 | Paris Saint-Germain – Stade de Reims | 1 – 1   |
| 21 | 01-02-2023 | Montpellier – Paris Saint-Germain    | 1 – 3   |
| 22 | 04-02-2023 | Paris Saint-Germain – Toulouse       | 2 – 1   |
| 23 | 11-02-2023 | AS Monaco – Paris Saint-Germain      | 3 – 1   |
| 24 | 19-02-2023 | Paris Saint-Germain – Lille          | 4 – 3   |
| 25 | 26-02-2023 | Marseille – Paris Saint-Germain      | 0 – 3   |
| 26 | 04-03-2023 | Paris Saint-Germain – Nantes         | 4 – 2   |
| 27 | 11-03-2023 | Stade Brest – Paris Saint-Germain    | 1 – 2   |
| 28 | 19-03-2023 | Paris Saint-Germain – Stade Rennes   | 0 – 2   |
| 29 | 02-04-2023 | Paris Saint-Germain – Olympique Lyon | 0 – 1   |
| 30 | 08-04-2023 | Nice – Paris Saint-Germain           | 0 – 2   |
| 31 | 15-04-2023 | Paris Saint-Germain – Lens           | 3 – 1   |
| 32 | 21-04-2023 | Angers – Paris Saint-Germain         | 1 – 2   |
| 33 | 30-04-2023 | Paris Saint-Germain – FC Lorient     | 1 – 3   |
| 34 | 07-05-2023 | Troyes – Paris Saint-Germain         | 1 – 3   |
| 35 | 14-05-2023 | Paris Saint-Germain – AC Ajaccio     | 5 – 0   |
| 36 | 21-05-2023 | AJ Auxerre – Paris Saint-Germain     | 1 – 2   |
| 37 | 27-05-2023 | RC Strasbourg – Paris Saint-Germain  | 1 – 1   |
| 38 | 03-06-2023 | Paris Saint-Germain – Clermont Foot  | 2 – 3   |

### Coupe de France
| Ronde      | Datum      | Wedstrijd                                 | Uitslag |
| ---------- | ---------- | ----------------------------------------- | ------- |
| Laatste 64 | 06-01-2023 | Châteauroux – Paris Saint-Germain         | 1 – 3   |
| Laatste 32 | 23-01-2023 | Pays de Cassel US – Paris Saint-Germain   | 0 – 7   |
| Laatste 16 | 08-02-2023 | Olympique Marseille – Paris Saint-Germain | 2 – 1   |

### Trophée des Champions
| Ronde  | Datum      | Wedstrijd                    | Uitslag |
| ------ | ---------- | ---------------------------- | ------- |
| Finale | 31-07-2022 | Paris Saint-Germain – Nantes | 4 – 0   |

### UEFA Champions League
| Ronde      | Wedstrijd | Datum      | Wedstrijd                            | Uitslag | Totaal |
| ---------- | --------- | ---------- | ------------------------------------ | ------- | ------ |
| Groepsfase | 1         | 06-09-2022 | Paris Saint-Germain – Juventus       | 2 – 1   | 2e     |
| Groepsfase | 2         | 14-09-2022 | Maccabi Haifa – Paris Saint-Germain  | 1 – 3   | 2e     |
| Groepsfase | 3         | 05-10-2022 | Benfica – Paris Saint-Germain        | 1 – 1   | 2e     |
| Groepsfase | 4         | 11-10-2022 | Paris Saint-Germain – Benfica        | 1 – 1   | 2e     |
| Groepsfase | 5         | 25-10-2022 | Paris Saint-Germain – Maccabi Haifa  | 7 – 2   | 2e     |
| Groepsfase | 6         | 02-11-2022 | Juventus – Paris Saint-Germain       | 1 – 2   | 2e     |
| Laatste 16 | 1         | 14-02-2023 | Paris Saint-Germain – Bayern München | 0 – 1   | 0 – 3  |
| Laatste 16 | 2         | 08-03-2023 | Bayern München – Paris Saint-Germain | 2 – 0   | 0 – 3  |

## Statistieken

### Tussenstand in Franse Ligue 1
| Stand | Gespeeld | Gewonnen | Gelijk | Verloren | Punten | Doelpunten voor | Doelpunten tegen | Gele kaarten | Twee gele kaarten | Rode kaarten |
| ----- | -------- | -------- | ------ | -------- | ------ | --------------- | ---------------- | ------------ | ----------------- | ------------ |
| 1e    | 38       | 27       | 4      | 7        | 85     | 89              | 40               | 53           | 2                 | 3            |

### Punten, stand en doelpunten per speelronde
| Speelronde                            | 1  | 2  | 3   | 4   | 5   | 6   | 7   | 8   | 9   | 10  | 11  | 12  | 13  | 14  | 15  | 16  | 17  | 19  | 18  | 20  | 21  | 22  | 23  | 24  | 25  | 26  | 27  | 28  | 29  | 30  | 31  | 32  | 33  | 34  | 35  | 36  | 37  | 38  | Totaal |
| ------------------------------------- | -- | -- | --- | --- | --- | --- | --- | --- | --- | --- | --- | --- | --- | --- | --- | --- | --- | --- | --- | --- | --- | --- | --- | --- | --- | --- | --- | --- | --- | --- | --- | --- | --- | --- | --- | --- | --- | --- | ------ |
| Aantal punten per speelronde          | 3  | 3  | 3   | 1   | 3   | 3   | 3   | 3   | 3   | 1   | 3   | 3   | 3   | 3   | 3   | 3   | 0   | 3   | 0   | 1   | 3   | 3   | 0   | 3   | 3   | 3   | 3   | 0   | 0   | 3   | 3   | 3   | 0   | 3   | 3   | 3   | 1   | 0   | 85     |
| Aantal punten na speelronde           | 3  | 6  | 9   | 10  | 13  | 16  | 19  | 22  | 25  | 26  | 29  | 32  | 35  | 38  | 41  | 44  | 44  | 47  | 47  | 48  | 51  | 54  | 54  | 57  | 60  | 63  | 66  | 66  | 66  | 69  | 72  | 75  | 75  | 78  | 81  | 84  | 85  | 85  | 85     |
| Stand na speelronde                   | 1e | 1e | 1e  | 1e  | 1e  | 1e  | 1e  | 1e  | 1e  | 1e  | 1e  | 1e  | 1e  | 1e  | 1e  | 1e  | 1e  | 1e  | 1e  | 1e  | 1e  | 1e  | 1e  | 1e  | 1e  | 1e  | 1e  | 1e  | 1e  | 1e  | 1e  | 1e  | 1e  | 1e  | 1e  | 1e  | 1e  | 1e  | 1e     |
| Aantal doelpunten per speelronde      | 5  | 5  | 7   | 1   | 3   | 3   | 1   | 1   | 2   | 0   | 1   | 3   | 4   | 2   | 5   | 2   | 1   | 2   | 0   | 1   | 3   | 2   | 1   | 4   | 3   | 4   | 2   | 0   | 0   | 2   | 3   | 2   | 1   | 3   | 5   | 2   | 1   | 2   | 89     |
| Aantal tegendoelpunten per speelronde | 0  | 2  | 1   | 1   | 0   | 0   | 0   | 0   | 1   | 0   | 0   | 0   | 3   | 1   | 0   | 1   | 3   | 0   | 1   | 1   | 1   | 1   | 3   | 3   | 0   | 2   | 1   | 2   | 1   | 0   | 1   | 1   | 3   | 1   | 0   | 1   | 1   | 3   | 40     |
| Doelsaldo na speelronde               | +5 | +8 | +14 | +14 | +17 | +20 | +21 | +22 | +23 | +23 | +24 | +27 | +28 | +29 | +34 | +35 | +33 | +35 | +34 | +34 | +36 | +37 | +35 | +36 | +39 | +41 | +42 | +40 | +39 | +41 | +43 | +44 | +42 | +44 | +49 | +50 | +50 | +49 | +49    |

### Topscorers
| Nr.                           | Naam                          | Goal |
| ----------------------------- | ----------------------------- | ---- |
| 1.                            | Kylian Mbappé                 | 29   |
| 2.                            | Lionel Messi                  | 16   |
| 3.                            | Neymar                        | 13   |
| 4.                            | Achraf Hakimi                 | 5    |
| 5.                            | Hugo Ekitike                  | 3    |
| 5.                            | Fabián Ruiz                   | 3    |
| 5.                            | Carlos Soler                  | 3    |
| 6.                            | Danilo                        | 2    |
| 6.                            | Marquinhos                    | 2    |
| 6.                            | Sergio Ramos                  | 2    |
| 6.                            | Renato Sanches                | 2    |
| 6.                            | Vitinha                       | 2    |
| 6.                            | Warren Zaïre-Emery            | 2    |
| 7.                            | Juan Bernat                   | 1    |
| 7.                            | Nuno Mendes                   | 1    |
| Eigen doelpunten tegenstander | Eigen doelpunten tegenstander | 3    |
| Totaal                        | Totaal                        | 89   |

| Nr.                           | Naam                          | Goal |
| ----------------------------- | ----------------------------- | ---- |
| 1.                            | Kylian Mbappé                 | 5    |
| 2.                            | Carlos Soler                  | 2    |
| 3.                            | Juan Bernat                   | 1    |
| 3.                            | Hugo Ekitike                  | 1    |
| 3.                            | Neymar                        | 1    |
| 3.                            | Sergio Ramos                  | 1    |
| Eigen doelpunten tegenstander | Eigen doelpunten tegenstander | -    |
| Totaal                        | Totaal                        | 11   |

| Nr.                           | Naam                          | Goal |
| ----------------------------- | ----------------------------- | ---- |
| 1.                            | Neymar                        | 2    |
| 2.                            | Lionel Messi                  | 1    |
| 2.                            | Sergio Ramos                  | 1    |
| Eigen doelpunten tegenstander | Eigen doelpunten tegenstander | -    |
| Totaal                        | Totaal                        | 4    |

| Nr.                           | Naam                          | Goal |
| ----------------------------- | ----------------------------- | ---- |
| 1.                            | Kylian Mbappé                 | 7    |
| 2.                            | Lionel Messi                  | 4    |
| 3.                            | Neymar                        | 2    |
| 4.                            | Nuno Mendes                   | 1    |
| 4.                            | Carlos Soler                  | 1    |
| Eigen doelpunten tegenstander | Eigen doelpunten tegenstander | –    |
| Totaal                        | Totaal                        | 16   |

Gedurende het seizoen verkocht of verhuurd

### Assists
| Nr.    | Naam             | Assist |
| ------ | ---------------- | ------ |
| 1.     | Lionel Messi     | 16     |
| 2.     | Neymar           | 11     |
| 3.     | Kylian Mbappé    | 6      |
| 3.     | Nuno Mendes      | 6      |
| 4.     | Juan Bernat      | 4      |
| 4.     | Hugo Ekitike     | 4      |
| 5.     | Achraf Hakimi    | 3      |
| 5.     | Nordi Mukiele    | 3      |
| 5.     | Vitinha          | 3      |
| 6.     | Fabián Ruiz      | 2      |
| 6.     | Carlos Soler     | 2      |
| 7.     | Leandro Paredes  | 1      |
| 7.     | Timothée Pembélé | 1      |
| 7.     | Sergio Ramos     | 1      |
| Totaal | Totaal           | 63     |

| Nr.    | Naam          | Assist |
| ------ | ------------- | ------ |
| 1.     | Neymar        | 3      |
| 2.     | Ismaël Gharbi | 1      |
| 2.     | Kylian Mbappé | 1      |
| 2.     | Nuno Mendes   | 1      |
| 2.     | Danilo        | 1      |
| 2.     | Fabián Ruiz   | 1      |
| 2.     | Carlos Soler  | 1      |
| 2.     | Vitinha       | 1      |
| Totaal | Totaal        | 10     |

| Nr.    | Naam   | Assist |
| ------ | ------ | ------ |
| 1.     | Neymar | 1      |
| Totaal | Totaal | 1      |

| Nr.    | Naam           | Assist |
| ------ | -------------- | ------ |
| 1.     | Lionel Messi   | 5      |
| 2.     | Kylian Mbappé  | 3      |
| 3.     | Achraf Hakimi  | 2      |
| 3.     | Neymar         | 2      |
| 4.     | Marco Verratti | 1      |
| Totaal | Totaal         | 13     |

Gedurende het seizoen verkocht of verhuurd.
1 Donnarumma ·
2 Hakimi ·
3 Kimpembe ·
5 Marquinhos  ·
7 Kvaratschelia ·
8 Ruiz ·
9 Ramos ·
10 Dembélé ·
14 Doué ·
17 Vitinha ·
19 Lee ·
21 Hernández ·
23 Kolo Muani ·
23 Kolo Muani ·
24 Mayulu ·
25 Mendes ·
29 Barcola ·
33 Zaïre-Emery ·
35 Beraldo ·
39 Safonov ·
42 Zague ·
45 El Hannach ·
49 Mbaye ·
51 Pacho ·
80 Tenas ·
87 Neves ·
Coach: Luis Enrique